# Diecezja Esteli
Diecezja Esteli (łac. Dioecesis Esteliensis, hiszp. Diócesis de Esteli) – rzymskokatolicka diecezja ze stolicą w Esteli w Nikaragui.
Na terenie archidiecezji żyje 28 zakonników i 37 sióstr zakonnych.

## Historia
Diecezja Esteli powstała 17 grudnia 1962.